# Dean Semler
Dean Semler est un directeur de la photographie et un réalisateur australien (né à Renmark en 1943).

## Biographie
Il a signé les images de deux volets de la saga Mad Max, réalisé par George Miller (Mad Max 2 et Mad Max : Au-delà du dôme du tonnerre), où il met en évidence son talent à filmer les grands espaces en cinémascope.
Il remporte un Oscar en 1991 pour son travail sur Danse avec les loups (Kevin Costner).

## Filmographie

### En tant que réalisateur
- 1998 : Tempête de feu (Firestorm)
- 1998 : Piège à haut risque (The Patriot)

### En tant que directeur de la photographie
- 1971 : Where Dead Men Lie de Keith Gow
- 1974 : Moving On de Richard Mason
- 1977 : Let the Balloon Go d'Oliver Howes
- 1981 : Hoodwink de Claude Whatham
- 1982 : Mad Max 2 : Le Défi (Mad Max 2) de George Miller
- 1983 : Kitty and the Bagman de Donald Crombie
- 1984 : Undercover de David Stevens
- 1984 : Razorback de Russell Mulcahy
- 1985 : Coca-Cola kid (The Coca-Cola Kid) de Dušan Makavejev
- 1985 : Mad Max : Au-delà du dôme du tonnerre (Mad Max Beyond Thunderdome) de George Miller
- 1987 : Going Sane de Michael Robertson
- 1987 : La Chevauchée de feu (The Lighthorsemen) de Simon Wincer
- 1987 : Bullseye de Carl Schultz
- 1988 : Cocktail de Roger Donaldson
- 1988 : Young Guns  de Christopher Cain
- 1989 : L'adieu au roi (Farewell to the King) de John Milius
- 1989 : Calme blanc (Dead Calm) de Phillip Noyce
- 1989 : Chien de flic (K-9) de Rod Daniel
- 1990 : Double Jeu (Impulse) de Sondra Locke
- 1990 : Young Guns 2 (Young Guns II) de Geoff Murphy
- 1991 : Danse avec les loups (Dances with Wolves) de Kevin Costner
- 1991 : La Vie, l'Amour, les Vaches (City Slickers) de Ron Underwood
- 1992 : La Puissance de l'ange (The Power of One) de John G. Avildsen
- 1993 : Super Mario Bros. d'Annabel Jankel et Rocky Morton
- 1993 : Last Action Hero de John McTiernan
- 1993 : Les Trois Mousquetaires (The Three Musketeers) de Stephen Herek
- 1994 : Deux cow-boys à New York (The Cowboy Way) de Gregg Champion
- 1995 : Waterworld de Kevin Costner
- 1997 : Pêche Party (Gone Fishin') de Christopher Cain
- 1997 : Trojan War de George Huang
- 1999 : Bone Collector (The Bone Collector) de Phillip Noyce
- 2000 : La Famille foldingue (Nutty Professor II: The Klumps) de Peter Segal
- 2001 : Beautés empoisonnées (Heartbreakers ) de David Mirkin
- 2002 : Compte à rebours mortel (D-Tox) de Jim Gillespie
- 2002 : Apparitions (Dragonfly) de Tom Shadyac
- 2002 : Nous étions soldats (We Were Soldiers) de Randall Wallace
- 2002 : xXx de Rob Cohen
- 2003 : Bruce tout-puissant (Bruce Almighty) de Tom Shadyac
- 2004 : Alamo (The Alamo) de John Lee Hancock
- 2005 : Mi-temps au mitard (The Longest Yard) de Peter Segal
- 2005 : Furtif (Stealth) de Rob Cohen
- 2006 : Lucky Girl (Just My Luck) de Donald Petrie
- 2006 : Click de Frank Coraci
- 2006 : Apocalypto de Mel Gibson
- 2007 : Quand Chuck rencontre Larry (I Now Pronounce You Chuck & Larry) de Dennis Dugan
- 2008 : Max la Menace (Get Smart) de Peter Segal
- 2008 : Appaloosa d'Ed Harris
- 2009 : 2012 de Roland Emmerich
- 2010 : Crazy Night (Date Night) de Shawn Levy
- 2010 : Secretariat de Randall Wallace
- 2011 : Au pays du sang et du miel (In the Land of Blood and Honey) d'Angelina Jolie
- 2012 : Le Choc des générations (Parental Guidance) d'Andy Fickman
- 2014 : Match retour (Grudge Match) de Peter Segal
- 2014 : Et si le ciel existait ? (Heaven Is for Real) de Randall Wallace
- 2014 : Maléfique (Maleficent) de Robert Stromberg
- 2015 : Paul Blart 2 : Super Vigile à Las Vegas (Paul Blart: Mall Cop 2) d'Andy Fickman
- 2015 : Le Dernier Chasseur de sorcières (The Last Witch Hunter) de Breck Eisner
- 2016 : The Ridiculous 6 de Frank Coraci
- 2016 : The Do-Over de Steven Brill
- 2017 : Sandy Wexler de Steven Brill
- 2019 : Chaud devant ! (Playing with Fire) d'Andy Fickman